# جالیناستاک
جالیناستاک (به لاتین: Galenstock) یک کوه در سوئیس است که در کانتون وله واقع شده‌است. جالیناستاک ۳٬۵۸۶ متر بالاتر از سطح دریا واقع شده‌است.